# Rokytnice, Zlín
Rokytnice là một làng thuộc huyện Zlín, vùng Zlínský, Cộng hòa Séc.